# IC 3642
IC 3642 је елиптична галаксија у сазвјежђу Береникина коса која се налази на листи објеката дубоког неба у Индекс каталогу.
Деклинација објекта је + 26° 43' 54" а ректасцензија 12h 40m 25,9s. Привидна величина (магнитуда) објекта IC 3642 износи 14,8 а фотографска магнитуда 15,8. IC 3642 је још познат и под ознакама Reiz 2682, PGC 1786619.